# Dia Mundial das Cidades
O Dia Mundial das Cidades é um dia de comemoração anual das Nações Unidas realizado em 31 de outubro. A comemoração global, realizada pela primeira vez em 2014, é organizada pelo Programa das Nações Unidas para os Assentamentos Humanos (UN-Habitat) em coordenação com a cidade anfitriã selecionada a cada ano.

## História

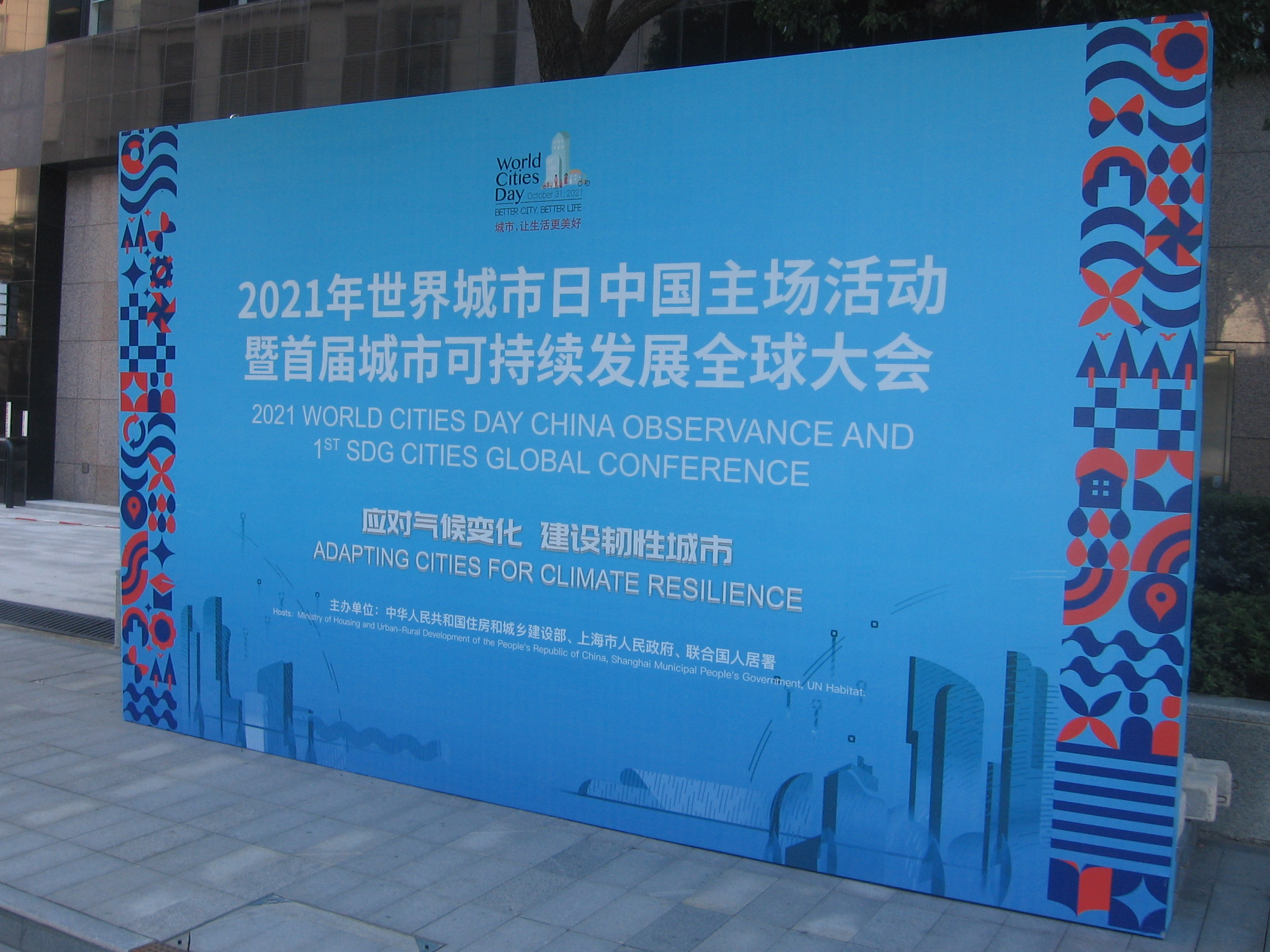
2021 Observação do Dia Mundial das Cidades na China em Xangai

O Dia Mundial das Cidades foi criado em 27 de dezembro de 2013 pela Assembleia Geral das Nações Unidas em sua resolução A/RES/68/239, na qual a Assembleia Geral “decide designar o dia 31 de outubro, a partir de 2014, como o Dia Mundial das Cidades, convida os Estados, o sistema das Nações Unidas, em particular a UN-Habitat, organizações internacionais relevantes, a sociedade civil e todas as partes interessadas relevantes a observar e aumentar a conscientização sobre o Dia”. O primeiro Dia Mundial das Cidades foi realizado em outubro de 2014.
Um legado da Expo 2010 em Xangai, China, o Dia Mundial das Cidades visa promover o interesse da comunidade internacional na urbanização global, impulsionar a cooperação entre os países para atender às oportunidades e enfrentar os desafios da urbanização e contribuir para o desenvolvimento urbano sustentável em todo o mundo. O dia de observância está vinculado ao Objetivo de Desenvolvimento Sustentável 11, para tornar as cidades “inclusivas, seguras, resilientes e sustentáveis”.
O tema geral do Dia Mundial das Cidades é Better City, Better Life (Cidade Melhor, Vida Melhor), e a cada ano é selecionado um subtema diferente e um local para sua comemoração global, para promover os sucessos da urbanização ou abordar desafios específicos resultantes da urbanização.

## Eventos anteriores do Dia Mundial das Cidades
| Ano  | Subtema                                                               | Local                  | Anfitrião |
| ---- | --------------------------------------------------------------------- | ---------------------- | --- |
| 2023 | Financiamento de um futuro urbano sustentável para todos              | Uscudar, Turquia       | |
| 2022 | Aja localmente para se tornar global                                  | Xangai, China          | Ni Hong, Ministro da Habitação e do Desenvolvimento Urbano-Rural da China |
| 2021 | Adaptação das cidades à resiliência climática                         | Luxor, Egito           | Moustafa Madbouly, Primeiro-ministro da República Árabe do Egito |
| 2020 | Valorizar nossas comunidades e cidades                                | Nakuru, Quênia         | James Wainaina Macharia, representando o Governo da República do Quênia, Secretário de Gabinete, Ministério dos Transportes, Infraestrutura, Habitação, Desenvolvimento Urbano e Obras Públicas |
| 2019 | Mudando o mundo: inovações e uma vida melhor para as gerações futuras | Ecaterimburgo, Rússia  | Aleksandr Vysokinskiy, Prefeito de Ecaterimburgo |
| 2018 | Construindo cidades sustentáveis e resilientes                        | Liverpool, Reino Unido | Joe Anderson, Prefeito de Liverpool |
| 2017 | Governança inovadora, cidades abertas                                 | Guangzhou, China       | Wang Menghui, Ministro da Habitação e do Desenvolvimento Urbano-Rural da China |
| 2016 | Cidades inclusivas, desenvolvimento compartilhado                     | Quito, Equador         | Mauricio Rodas Espinel, Prefeito de Quito |
| 2015 | Projetado para viver em conjunto                                      | Milão, Itália          | Giuliano Pisapia, Prefeito de Milão |
| 2014 | Liderando transformações urbanas                                      | Xangai, China          | Chen Zhenggao, ex-Ministro da Habitação e Desenvolvimento Urbano-Rural |